# Holoplatys apressus
Holoplatys apressus är en spindelart som först beskrevs av Powell 1873.  Holoplatys apressus ingår i släktet Holoplatys och familjen hoppspindlar. Inga underarter finns listade i Catalogue of Life.